# Kristofer Uppdal
Kristoffer Oliver Uppdal (ur. 19 lutego 1878 – zm. 26 grudnia 1961 w Oppdal) – poeta i pisarz norweski.
Pochodził z rodziny chłopskiej. Jego prawdziwe nazwisko to Opdal, będące też nazwą ojczystej zagrody. W młodości pracował m.in. jako górnik i konstruktor w fabryce.
Debiutował w 1905 r. dwoma zbiorami poezji: Ung sorg i Kvæde. Opublikował dziesięć tomów poetyckich, również dziesięć powieści tworzących cykl Dansen gjennom skuggeheimen (Taniec pośród krainy cieni 1911-1924) oraz cztery zbiory krótkich form prozatorskich (eseje, nowele, aforyzmy).
Głównymi tematami epickiej twórczości Uppdala są przemiany zachodzące w Norwegii końca XIX i pierwszej połowy XX wieku: industrializacja, powstanie nowej grupy społecznej – robotników fabrycznych i ruchu robotniczego. Liryka tego autora koncentruje się na wewnętrznych konfliktach w psychice człowieka: pomiędzy dzikością a cywilizacją, odwagą i pewnością siebie a słabościami charakteru.